# Пуент-а-Пітр (аеропорт)
Міжнародний аеропорт Пуент-а-Пітр (IATA: PTP, ICAO: TFFR) — міжнародний аеропорт, що обслуговує столицю Гваделупи (що є заморською колонією Франції в Карибському морі), місто Пуент-а-Пітр, що знаходиться на острові Гранд-Терр.